# النهضة الإسكتلندية
كانت النهضة الإسكتلندية ((بالغيلية الإسكتلندية: Ath-bheòthachadh na h-Alba)؛ (بالإسكتلندية: Scots Renaissance)‏) بالأساس حركة أدبية من أوائل القرن العشرين إلى منتصفه والتي يمكن اعتبارها النسخة الإسكتلندية من الحداثة. يشار إليها أحيانًا باسم النهضة الأدبية الإسكتلندية، على الرغم من أن تأثيرها تجاوز الأدب إلى الموسيقى والفنون البصرية والسياسة (ومجالات أخرى). أظهر كتاب وفناني عصر النهضة الإسكتلندي اهتمامًا شديدًا بالفلسفة الحديثة والتكنولوجيا، بالإضافة إلى دمج التأثيرات الشعبية، وأظهروا اهتمامهم بمصير اللغات الإسكتلندية المتدهورة.
وكان يُنظر إليها على أنها موازية للنهضات الأخرى في مناطق أخرى، بما في ذلك النهضة الأدبية الأيرلندية، ونهضة هارلم (في أمريكا)، وعصر النهضة البنغال (في كولكاتا، الهند) وحركة جينديوروباك (في أستراليا)، والتي أبرزت التقاليد الشعبية الأصلية.

## البدايات
تم إبراز مصطلح «النهضة الإسكتلندية» من قبل شاعر وعالم لانغدوك الفرنسي دينيس سورات في مقالته " Le Groupe de la Renaissance Écossaise "، التي نشرت في مجلة Revue Anglo-Américaine في أبريل من عام 1924. ولكن ورد هذا المصطلح قبل ذلك بكثير في عمل متعدد المعالجات لباتريك جيديس ووجد كذلك في عام 1922 في نقد لكتاب بقلم كريستوفر موراي جريف («هيو ماكديارميد») لكتاب تشابوك الإسكتلندي الذي تنبأ بأن «ستكون النهضة الإسكتلندية سريعة ولا تقبل المقاومة كما كانت النهضة البلجيكية بين عامي 1880 و1910»، التي تضم شخصيات مثل لويس سبنس وماريون أنجوس.
وتوضح هذه المراجع المذكورة الروابط بين النهضة الإسكتلندية وحركة سلتيك توايلايت وإحياء سلتيك في أواخر القرن التاسع عشر، والتي ساعدت في إعادة إحياء روح القومية الثقافية بين الأسكتلنديين في الأجيال الحداثية. حيث انغمست تلك الحركات السابقة في سيليتيكية عاطفية والحنين، إلا أن النهضة المتأثرة بالحداثة ستسعى لإحياء الثقافة الوطنية الإسكتلندية التي ستقوم بإلقاء نظرة إلى الوراء إلى العصور الوسطى لشعراء «مقار»، كوليام دنبار وروبرت هنريسون، وستتطلع إلى المأثرين المعاصرين مثل ت.س.إلأيوت وعزرا باوند وديفيد هربرت لورانس، أو (أكثر محليًا) روبرت بونتين كنينجهام غراهام.
شهد مطلع القرن العشرين أولى التحركات لعصر جديد في الفنون والآداب الإسكتلندية. كما انتقد كتّاب مثل جورج دوغلاس براون ضد «مدرسة كيليارد» التي سيطرت على الرسائل الإسكتلندية، ومنتجي الروايات الساخرة والواقعية عن الحياة الريفية الإسكتلندية في روايات مثل The House with the Green Shutters (1901)، وقام شعراء اللغة الإسكتلندية مثل فيوليت جاكوب وماريون أنجوس بإعادة إحياء هادئة للشعر المتأثر إقليميًا بلغة الأراضي المنخفضة. وواصل باتريك جيديس المذكور أعلاه عمله التأسيسي في تخطيط المدن والمناطق، وتطوير ثالوث «المكان - العمل - الناس» كنموذج لتفكير جديد حول العلاقات بين الناس وبيئاتهم المحلية. أما في عالم الفنون البصرية، قام جون دنكان بصقل رسمه الرمزي المستوحى من أسطورة سلتيك ليركز الاهتمام على الكولاج وتسطيح الصورة. وفي مجال الهندسة المعمارية والفنون الزخرفية، تمكنت المجسمات الطويلة لتشارلز ريني ماكينتوش وفريق أربعة غلاسكو من منح إسكتلندا «منهجها» الخاص للتصميم الحديث وساعدت في إنشاء «أسلوب غلاسكو». كانت إسكتلندا في أوائل القرن العشرين تشهد ازدهارًا في النشاطات الإبداعية، ولكن لم يكن هناك حس بحركة مشتركة معينة أو تغير وطني صريح لكل هذا الجهد الفني بعد. 

## النهضة الأدبية

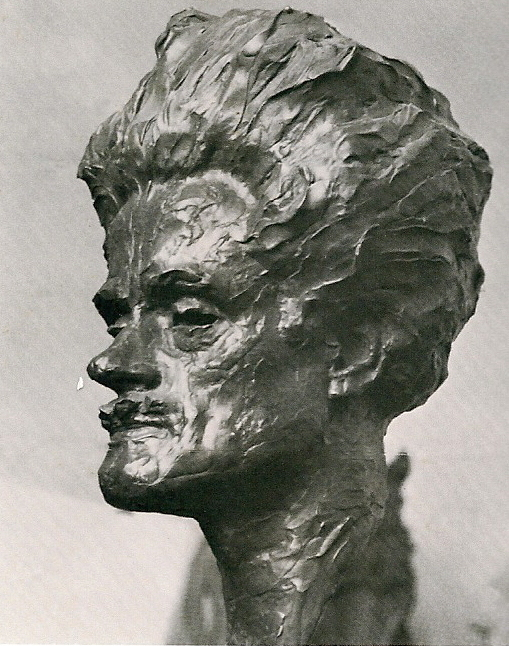
تمثال نصفي لهيو ماكديرميد نحته ويليام لامب في عام 1927

ولا يمكننا القول أن عصر النهضة الإسكتلندي قد بدأ إلا بعد الجهود الأدبية لهيو ماكديرميد. ابتداءً من عام 1920، بدأ سي أم جريف (CM Grieve) (وذلك قبل أن يسمى باسمه المستعار هيو ماكدايرمد (Hugh MacDiarmid)) في نشر سلسلة من ثلاث مختارات قصيرة بعنوان الأرقام الشمالية: لأنها اختيارات تمثيلية من بعض الشعراء الإسكتلنديين الأحياء (بما في ذلك أعمال جون بوكان وفيوليت جاكوب ونيل مونرو، وجريف نفسه). هذه المختارات التي ظهرت سنويًا واحدة تلو الأخرى من عام 1920 إلى 2222، مصاحبة لتأسيسه وتحريره لمراجعة الكتب القصيرة الإسكتلندية (Chapbook) (في انوس ميرابيليس لحركة الحداثة، 1922)، اعتبر جريف/ ماكدايرمد أب النهضة الإسكتلندية المزدهرة التي تنبأ بها ويعد شخصية مركزية. بحلول عام 1925 تقريبًا، تخلى ماكدايرمد عن شعره باللغة الإنجليزية إلى حد كبير وبدأ في الكتابة في نوع من «الأسكتلندية المصطنعة» المعروف باسم لالانس، والذي كان مزيجًا من اللهجات الأسكتلندية الإقليمية والمصنوعات المعجمية المستخرجة من قاموس جاميسون للغة الإسكتلندية، التي غالبًا ما يتم إستنباتها في بناء قواعد اللغة الإنجليزية القياسية. وتضمنت أعماله الشعرية «رجل مخمور ينظر إلى الشوك» (1926). وكان لهذا تأثير مثير مدهش على المشهد الأدبي في ذلك الوقت.
وسرعان ما اتبع كتاب آخرون خطى ماكديرميد وكتبوا أيضًا في لالان، ومنهم إدوين موير (1887-1959) وويليام سوتار (1898-1943)، الذين سعوا لاستكشاف الهوية ورفضوا الحنين إلى الماضي وضيق الأفق وقاموا بالانخراط في القضايا الاجتماعية والسياسية. وتبع بعض الكتاب الذين ظهروا بعد الحرب العالمية الثانية ماكديارميد بالكتابة بالأسكتلندية بما في ذلك روبرت جاريوتش (1909-1981) وسيدني جودسير سميث (1915-1975). واشتهر شاعر غلاسكو إدوين مورغان (1920-2010) بترجمة أعمال من عدة لغات أوروبية. كما كان أول إسكتلندي ماكار (الشاعر الوطني الرسمي)، وقد تم تعيينه من قبل الحكومة الإسكتلندية الافتتاحية في عام 2004. وكان ألكساندر جراي أكاديميًا وشاعرًا، ولكن عُرِف لترجمته القصص الألمانية والدنماركية التقليدية إلى الإسكتلندية، بما في ذلك الأسهم (Arrows)، وهو كتاب يحاول رواية القصص الألمانية والأغاني الشعبية بالإسكتلندية (1932) وأربعة وأربعين، وهي مجموعة مختارة من القصص الدنماركية المعروضة بالإسكتلندية (1954).
ركز عصر النهضة الإسكتلندي تركيزًا متزايدًا على الرواية، خاصة بعد ثلاثينيات القرن الماضي عندما كان هيو ماكديارميد في عزلة في شتلاند وانتقلت قيادته إلى الروائي نيل جن (1891-1973). وكانت روايات جن التي بدأت بالساحل الرمادي (1926)، ونهر المرتفعات (1937) والجزيرة الخضرة في العمق العظيم (1943)، مكتوبة إلى حد كبير باللغة الإنجليزية وليست الأسكتلندية التي يفضلها ماكديارميد، وركزت على مرتفعات ولادته وبرز في تجاربه السردية. ومن الشخصيات الرئيسية الأخرى المرتبطة بالحركة جورج بليك (1893-1961)، وآيه جيه كرونين (1896-1981)، وإريك لينكلاتر (1899–1974) ولويس غراسيك جيبون (1901–1935). وكان هناك أيضًا عدد كبير من الكاتبات المرتبطات بالحركة، اللائي أظهرن وعيًا أنثويًا متزايدً، ومنهن كاثرين كارسويل (1879-1946)، ويلا موير (1890–1970)، نان شيبرد (1893-1981) ونعومي ميتشيسون (1897-1999). وجميعهن ولدن في غضون خمسة عشر عامًا، وعلى الرغم من أنه لا يمكن وصفهن بأنهن أعضاء في ذات المنهج، إلا أنهن جميعًا فقد سعوا لاستكشاف الهوية، ورفضوا الحنين إلى الماضي وضيق الأفق وانخرطوا في القضايا الاجتماعية والسياسية. وغالبًا ما يُنظر إلى الطبيب ايه جيه كرونينAJ Cronin الآن على أنه عاطفي، ولكن عمله المبكر لا سيما روايته الأولى Hatter's Castle (1931) وأنجح روايته The Citadel (1937) كانتا رد فعل متعمد ضد تقليد كايليارد (Kailyard)، وكشف عن المصاعب وتقلبات الحياة التي تواجه الناس العاديين، وكان أكثر المؤلفين الأسكتلندين ترجمة في القرن العشرين. وكان جورج بليك رائدًا في استكشاف تجارب الطبقة العاملة في أعماله الرئيسية مثل بناء السفن (The Shipbuilders)(1935). وأنتج إريك لينكلاتر الكوميديا العبثية كخوان في أمريكا (Juan in America) (1931) التي تتناول حظر أمريكا، ونقد الحرب الحديثة في الجندي أنجيلو (1946). وقام لويس غراسيك جيبون، وهو الاسم المستعار لجيمس ليزلي ميتشل، بإنتاج أحد أهم الإنجازات لأفكار عصر النهضة الإسكتلندي في ثلاثيته A Scots Quair (Sunset Song، 1932، Cloud Howe، 1933 and Gray Granite، 1934)، والتي مزجت لهجات إسكتلندية مختلفة بصوت السرد. واشملت الأعمال الأخرى التي تحدثت عن الطبقة العاملة على أعمال جيمس بارك (1905-1958)، كالعملية الرئيسية (Major Operation) (1936) وأرض الليل (The Land of the Leal) (1939) وأعمال جي إف هندري (1912-1986) كفيرني براي (Fernie Brae) (1947).
وكان التنشيط الموازي للشعر الغيلي، المعروف باسم عصر النهضة الغيلية الإسكتلندي، يرجع إلى أعمال سورلي ماكلين إلى حد كبير (Somhairle MacGill-Eain، 1911-1996). وهو مواطن من سكاي ومتحدث باللغة الغيلية الأصلية، قام بالتخلي عن التقاليد الأسلوبية المعتادة وفتح مجال لإمكانيات جديدة للتأليف في قصيدته Dàin do Eimhir (قصائد لإيمهير، 1943)، ألهم عمله جيلًا جديدًا لتولي nua bhàrdachd (الشعر الجديد). ومن هؤلاء جورج كامبل هاي (Deòrsa Mac Iain Dheòrsa، 1915-1984)، والشعراء المولودون في لويس ديريك طومسون (Ruaraidh MacThòmais، 1921-2012) وإيان كريشتون سميث (Iain Mac a' Ghobhainn، 1928-1998). وقاموا جمعيًا بالتركيزعلى قضايا المنفى ومصير اللغة الغيلية وثنائية الثقافة.

## الفنون
وتم التعبير عن أفكار الفن الإسكتلندي الحديث المميز في فترة ما بين الحروب بشخصيات مثل ستانلي كورسيتر (1887-1976) وويليام ماكانس (1894-1970) وويليام جونستون (1897-1981) وجي دي فيرجسون (1874-1961). تأثر ستانلي كورسيتر بحركة إحياء سلتيك وما بعد الانطباعية والمستقبلية، كما وضح ذلك كلًا من فيلم مطر على شارع الأمير Rain on Princes Street (1913) وسباق القوارب Regatta (1913). واستمر في عمله حتى أصبح رسامًا معروفًا في ساحل موطنه أوركني، وتولى منصب مدير المعرض الوطني في إسكتلندا، واقترح إنشاء معرض وطني للفن الحديث في عام 1930. وكان فيرجسون أحد الفنانين البريطانيين القلة الذين يمكنهم الزعم بأن لهم دور في تأسيس الحداثة وربما لعبوا دورًا رئيسيًا في صياغة فكر ماكديرميد، ويمكن رؤية اهتمامه بالصور الآلية في لوحات مثل المدمرة التالفة Damaged Destroyer (1918)، وتعاون مع ماكديرميد في مجلة الفن الإسكتلندي ورسائله Scottish Art and Letters واقتبس ماكديرميد من عمله باستفاضة.
وكانت أعمال ويليام ماكانس الأولى يغلب عليها أسلوب ما بعد انطباعي جريء. وبعد الحرب العالمية الأولى انتقل إلى لندن مع زوجته التي هي زميلته الطالبة أغنيس ميلر باركر (1895-1980)، حيث انضم إلى نفس المجموعات التي انضم إليها فيرغسون وهاوي ويندهام لويس (1882-1957) والملحن القومي فرانسيس جورج سكوت. وبسبب هذه العوامل أصبح عمله أكثر تجريدًا وتأثرًا بالدوامة (vorticism)، كما يتضح من كتاب «النساء على المصعد»Women on an Elevator (1925) وكتاب المهندس وزوجته The Engineer and his Wife (1925). وويليام جونستون (1897-1981) هو ابن عم إف جي سكوت والتقى بماكديرميد عندما كان طالبًا في إدنبرة، ودرس التكعيبية والسريالية وتعرّف على الفن الأمريكي الجديد من زوجته التي تعمل فلورا ماكدونالد بالنحت. وثم انتقل للفن التجريدي، محاولًا الاستفادة من جوانب المناظر الطبيعية والشعر والفن السلتي.و وصف مؤرخ الفن دنكان ماكميلان أهم أعماله، «نقطة في الزمن» (1929-1938)، بأنها «أحد أهم الصور الإسكتلندية في القرن ومن أروه الصور التي رسمها أي رسام بريطاني في تلك الفترة».

## روابط خارجية
- الملف الثقافي لإسكتلندا